# Anjem Choudary
Cet article possède un paronyme, voir Chaudhry.
Anjem Choudary (né à Londres en 1967) est un prédicateur islamiste britannique, et un proche d'Omar Bakri Muhammad, avec qui il fonde Al-Muhajiroun (en),,.
En 2016, il est condamné à cinq ans et demi de prison pour soutien à l'État islamique. Malgré sa libération en 2018, il continue sa propagande en ligne. En juillet 2024, il est reconnu coupable de diriger le réseau Al-Muhajiroun et condamné à perpétuité, sa peine est alors assortie d'une période de sûreté de 28 ans.

## Biographie
Fils d'un courtier en bourse d'origine pakistanaise, résidant à Welling, dans le Kent, Anjem Choudary est élève à la Mulgrave Primary School, à Woolwich avant de commencer des études de médecine à l'université de Southampton, où il rate ses examens et se tourne vers le droit. Il admet avoir, à l'époque, bu de l'alcool et consommé de la drogue. Il utilise également le surnom de About Luqman, selon Ed Husain, cofondateur du think tank d'analyse antiterroriste Quilliam Foundation (en).
Il cofonde en 1996 la branche britannique du groupe saoudien al-Muhajiroun.
Sa rencontre avec Omar Bakri Muhammad est déterminante dans sa vocation de prédicateur. Lorsque ce dernier quitte la Grande-Bretagne après les attentats de Londres en 2005, Choudary prend la tête du mouvement Al-Mouhajiroun.
En 2008, il définit la fête de Noël comme un événement maléfique.
En 2009, il appelle à la lapidation de tous les homosexuels.
Le 14 janvier 2010, son organisation Islam4UK est interdite par le Terrorism Act 2000. Il apparaît, au mois de février, dans l'émission de Lauren Booth, sur Press TV, et invite les Britanniques à transformer le palais de Buckingham en mosquée ou en hôpital pour les pauvres. La même année, il est interviewé par Eliot Spitzer sur CNN et par Andrew Neil (en) sur la BBC 2.
En 2011, il prône sur Fox News le renvoi des israéliens de Palestine, dans l'émission de Sean Hannity. Au mois de mai, il déclare vouloir faire une prière à la mémoire d'Oussama ben Laden,.
En 2012, il condamne fermement la sortie du film de Sacha Baron Cohen, Le Dictateur, et fait l'objet d'un reportage de Vice.
En 2013, il est soupçonné d'avoir lavé le cerveau d'un des assassins de Lee Rigby à Woolwich. Le 22 mai, sur la BBC, il parle de sa relation avec Michael Adebolajo et de la décapitation de Lee Rigby.
En 2014, il justifie l'assassinat de James Foley par le rappeur L Jinny, de son vrai nom, Abdel-Majed Abdel Bary (en), qu'il a partiellement influencé dans son parcours et provoque la polémique,. Il apporte, à cette occasion, son soutien à l'État islamique. Il apparaît dans l'émission de Brian Stelter (en) sur CNN.
En 2015, il condamne fermement la position des caricaturistes du prophète Mahomet, à la suite de l'attentat contre Charlie Hebdo. Il considère la nouvelle caricature de Mahomet, publiée le 14 janvier 2015, comme un « acte de guerre ».
Le 28 juillet 2016, un tribunal britannique le déclare coupable d'avoir appelé publiquement au soutien de l'État islamique et il est condamné en septembre 2016 à cinq ans et demi de prison. Malgré sa libération en 2018, il continue sa propagande en ligne et tente de recruter de nouveaux membres au sein d'al-Muhajiroun,,.
Le 24 juillet 2024, La Cour de Woolwich a reconnu, Anjem Choudary coupable d'avoir dirigé le réseau terroriste interdit Al-Muhajiroun. Le 30 juillet, il est condamné à perpétuité avec une période de sûreté de 28 ans pour avoir dirigé cette organisation et encouragé son soutien via des réunions en ligne,,.

## Vie personnelle
En 1996, Choudary épouse Rubana Akhtar. Ils ont quatre enfants.